# Gambler
"Gambler" é uma canção da cantora estadunidense Madonna. Foi lançado como segundo single da trilha sonora do filme Vision Quest em 3 de outubro de 1985, pela Geffen Records. Remanescendo como último single escrito somente por Madonna, "Gambler" foi produzido por John "Jellybean" Benitez a pedido de Madonna. Mais tarde, foi incluída na trilha sonora do filme. "Gambler" nunca foi lançado nos Estados Unidos, a pedido da própria gravadora Sire Records. O videoclipe da canção é um trecho do filme.
"Gambler" é uma canção de synth-disco com traços instrumentais de tambores, palmas e percussão, acompanhados por sintetizadores e teclas. A letra fala sobre Madonna afirmando sua auto-independência. A resposta crítica foi mista, mas obteve sucesso comercial, alcançando o top 10 de Austrália, Bélgica, Irlanda, Itália, Holanda, Noruega e Reino Unido. Madonna performou a canção apenas uma vez, na The Virgin Tour de 1985.

## Antecedentes e composição
Após a gravação de "Crazy for You", o primeiro single da trilha sonora do filme dramático Vision Quest (1985), Madonna pediu a John "Jellybean" Benitez para produzir outra de suas próprias músicas, chamada "Gambler". Mais tarde, ele foi incluído na trilha sonora do filme, quando o produtor musical Phil Ramone considerou que ele poderia usá-lo nas cenas iniciais. Como a música foi gravada na gravadora Geffen, a administração da Sire Records, gravadora de Madonna, pediu para não colocá-la à venda nos Estados Unidos porque temiam que sua disponibilidade comercial fosse prejudicial aos singles do álbum Like a Virgin e a outra música distribuída por Geffen, "Crazy for You". Portanto, "Gambler" nunca foi lançado ou enviado para as rádios daquele país, mas estave disponível na Europa, em 3 de outubro de 1985, como o segundo single da trilha sonora. O vídeo é semelhante ao vídeo "Crazy for You": Madonna toca a música junto com cenas selecionadas do Vision Quest. A artista filmou sua performance em 22 de novembro de 1983, na taberna Big Foot, em Spokane (Washington). Por duas décadas, "Gambler" foi o único single de Madonna no qual ela é a única autora, até o lançamento de "Hey You" em 2007. Em uma entrevista com a revista Rolling Stone em 1991, a artista revelou que depois de um tempo ela começou a "ficar preguiçosa" compondo músicas sem ajuda.
"Gambler" é uma música otimista que combina elementos de disco e synth pop e é composta no estilo de músicas do  álbum de estréia de Madonna. Possui instrumentos como tambores, palmas e percussão, acompanhados por sintetizadores e teclas. A canção começa com um coro quatro acordes, um verso curto três acordes e contém uma ponte onde a voz de Madonna é ouvido em ecos. Perto do fim, a coda da música usa uma nova compasso musical, com a melodia assobiada e a linha "Você não pode me parar agora" Tem um fim repentino com a orquestra e o refrão que pronuncia a última frase: "Desejando que você estivesse aqui comigo", terminando os ecos. De acordo com a pontuação , que foi publicada em Musicnotes, é definido como um ritmo de 4/4 com um ritmo de 100 batimentos por minuto. É composto na clave de ré menor e o registro vocal de Madonna se estende-se desde as notas si♭3 a mi5 segue uma progressão harmônica de ré menor–sol–ré menor–sol–ré menor–sol–lá menor. Nas letras, Madonna afirma sua independência e sua atitude imprudente em relação à vida em relação a um amante que, segundo ela, não seria capaz de entender ou acompanhá-la. Em uma entrevista, ele comentou que a faixa é sobre o ponto de vista da garota, "porque ela é uma pessoa imparável. Ela realmente não precisa desse cara".

## Análise da crítica
Rikky Rooksby, autor de The Complete Guide to the Music of Madonna, comparou-o com a música da banda Blondie e disse: "A rápida passagem pelas diferentes seções não impede que a música seja comum o suficiente, mas termina com rapidez suficiente. Um pouco como gastroenterite, realmente. Alex Henderson de Allmusic, equiparou a "um ultra-jóia contagiosa que, infelizmente, é não encontrado em qualquer um dos CD do Material Girl [Madonna]", e opinou que "'Gambler' uma daquelas músicas que deveriam ter sido um grande sucesso, mas não foram, enquanto "Crazy for You" subiu ao topo das paradas". Alfred Soto, da Stylus Magazine, descreveu como "uma edição flashdance disco-punk" e afirmou que era "a música mais agressiva da carreira de Madonna". Soto acrescentou: "'Gambler' é a única resposta possível a um dance lento que o deixa tão insatisfeito quanto cinco minutos antes. Junto com "Into the Groove", ele merece imortalidade. [...] a música é adaptada à sua voz, insistente, estridente, abanando". The Motion Picture Guide incluiu a música como um dos destaques da trilha sonora. Robert Christgau, em sua revisão para a trilha sonora, emitiu um parecer variada e disse que "se você se cansar do "Gambler"[...] você faria o mesmo sem "Hungry for Heaven" do Dio e "Lunatic Fringe" de Red Rider». R. Serge Denisoff e William D. Romanowski, autores de Risky Business: Rock in Film, julgaram que a música parecia "forçada a entrar no filme com um êmbolo, sem muita preocupação por sua relevância".
"Gambler" apareceu em algumas listas de melhores singles da carreira de Madonna. Por exemplo, em um ranking que ordenou todos os 78 singles da artista até 2018, Ed Gonzalez da Slant o incluiu no número 62 e opinou que "["Gambler"] é o que "Dress You Up" soaria depois seis abacaxis com vodka. Enfurecida por uma série de avanços fracassados, nossa garota começa a declarar sua independência, com o senso de auto-indulgência de uma [...] mulher bêbada que é, no coração, uma proclamação de emancipação entre a afirmação de Madonna e [John] Benitez Jellybean". Na mesma contagem, Jude Rodgers, do The Guardian, o classificou em 49º e chamou de "[uma música] estranha, mas agradavelmente punk". Matthew Rettenmund, do Boy Culture, incluiu-o na edição 25 de "A Percepção Imaculada: Todas As Canções de Madonna, do Pior ao Melhor", uma lista criada nas 221 faixas gravadas pela artista, desde seus primeiros inícios em 1980 até 2012. A equipe de roteiristas da Rolling Stone, classificou-a em 31º lugar entre as 50 melhores da cantora e a classificou como "uma música de dace insistente". Finalmente, das 100 melhores músicas da intérprete, Andrew Unterberger, da Billboard o classificou em 91º e mencionou que era "maravilhoso", mesmo que soasse "como se tivesse sido gravado em apenas dez minutos". Além disso, ele afirmou que "marcou oficialmente o fim da era Like a Virgin, antes de passar a sons mais maduros e importantes com True Blue".

## Performance ao vivo
Madonna só performou "Gambler" ao vivo uma vez, na The Virgin Tour (1985), onde foi a primeira música do segundo ato do show. Usava uma blusa com franjas e uma saia do mesmo estilo, com o umbigo exposto e vários crucifixos de tamanhos diferentes, pendurados em lugares diferentes. No início da introdução do violão, a cantora apareceu no palco lateral dançando energicamente, enquanto luzes piscavam. Durante a apresentação, às vezes ele abria sua jaqueta e montava na estrutura de aço presente no palco, e no final ela pulava para o palco principal de lado. A apresentação foi apresentada no álbum de vídeo Madonna Live: The Virgin Tour, filmado no show de Detroit.

## Créditos
- Madonna – escritora, voz
- John "Jellybean" Benitez – produtor
- Stephen Bray – arranjo
- Greg Fulginiti – masterização
- John Kalodner – produtor executivo

Créditos adaptados das notas da trilha sonora.

## Lista de faixas e formatos
| Vinil de 7" europeu |                                       |         |  |
| N.º                 | Título                                | Duração |  |
| 1.                  | "Gambler"                             | 3:54    |  |
| 2.                  | "Nature of the Beach" (Black 'n Blue) | 3:45    |  |

| Vinil de 12" britânico |                                       |         |  |
| N.º                    | Título                                | Duração |  |
| 1.                     | "Gambler" (Extended Dance Mix)        | 5:34    |  |
| 2.                     | "Gambler" (Instrumental Remix)        | 3:55    |  |
| 3.                     | "Nature of the Beach" (Black 'n Blue) | 3:45    |  |

## Desempenho comercial
"Gambler" foi lançado em outubro de 1985 no Reino Unido e estreou na posição 20 na UK Singles Chart. Depois de duas semanas, chegou ao número quatro e esteve presente por um total de 14 semanas. No final de 1985, Madonna alcançou outro recorde com a música, tornando-se a primeira artista feminina a ter oito singles no Reino Unido em um ano civil. A música foi certificada em prata pela British Phonographic Industry (BPI) pela comercialização de 250,000 cópias do single no país. Segundo a Official Charts Company, a música vendeu 295,000 cópias por lá. Na Austrália, "Gambler" estreou no Kent Music Report no número 51 e no número 17 no top 50, atingindo um pico do número dez. Na Alemanha, a música estreou no número 39 no GfK Entertainment Charts, e atingiu o pico do número 25 após cinco semanas, estando presente na parada por um total de 12 semanas. Em toda a Europa, a música alcançou o top dez das tabelas da Bélgica, Irlanda, Países Baixos e Noruega. Também alcançou picos de número 23 na Suíça e número 45 na Nova Zelândia.

### Tabelas semanais
| Tabela musical (1991)               | Melhor posição |
| ----------------------------------- | -------------- |
| Alemanha (GfK Entertainment Charts) | 25             |
| Austrália (ARIA Charts)             | 15             |
| Bélgica (Ultratop 50 de Flandres)   | 10             |
| Europa (European Hot 100 Singles)   | 3              |
| França (SNEP)                       | 33             |
| Irlanda (IRMA)                      | 3              |
| Noruega (VG-lista)                  | 9              |
| Nova Zelândia (Recorded Music NZ)   | 45             |
| Países Baixos (Dutch Top 40)        | 9              |
| Países Baixos (Single Top 100)      | 7              |
| Reino Unido (UK Singles Chart)      | 4              |
| Suíça (Schweizer Hitparade)         | 23             |

| Região                                                                                 | Certificação | Vendas  |
| -------------------------------------------------------------------------------------- | ------------ | ------- |
| Reino Unido (BPI)                                                                      | Prata        | 295,000 |
| *vendas baseadas apenas na certificação ^distribuições baseadas apenas na certificação |              |         |